# Filmkontingent
Ein Filmkontingent ist jene Menge an Filmen, die in ein bestimmtes Land in einem bestimmten Zeitraum importiert werden dürfen. Die Höhe eines Filmkontingents wurde meist durch eine Importquote festgelegt, die das Mengenverhältnis von inländischen zu ausländischen Filmen bestimmte. Filmkontingente wurden in den 1920er-Jahren von vielen europäischen Staaten eingeführt um die nationale Filmproduktion vor zu hohen Filmimporten aus den Vereinigten Staaten zu schützen.

## Geschichte
Nach dem Ersten Weltkrieg war die Filmproduktion in den meisten europäischen Ländern zurückgegangen und befand sich in einer finanziellen Krise. Nur wenige Geldgeber waren bereit, in die europäische Filmindustrie zu investieren. Am drastischsten sind die Folgen am Beispiel Frankreichs und Großbritanniens zu erkennen. Diese beiden Länder zählten vor dem Ersten Weltkrieg zu den führenden Filmproduzenten der Welt – danach hatten sie für lange Zeit fast jede Bedeutung verloren. Die Filmindustrie Deutschlands und Österreichs traf der Erste Weltkrieg hingegen kaum – im Gegenteil: die hohe Inflation und die dadurch resultierende schwache Währung schufen überaus günstige Wechselkurse, sodass deutsche und österreichische Filme im Ausland billig zu haben waren, weshalb die Filmproduktion in den beiden Ländern zumindest vorerst, so lange die Inflation hoch war, stark anstieg.
Im Gegensatz zu Europa hatten die Vereinigten Staaten stark vom Ersten Weltkrieg profitiert – vor allem durch große Rüstungsexporte und Kapitalflucht. Amerikanische Geldgeber waren bereit in die Filmindustrie von Hollywood zu investieren, da diese hochwirtschaftlich geführt wurde und hohe Renditen versprach. So kam es zu einem großen und nachhaltigen Wachstum der Filmproduktion in Hollywood, da der steigenden Filmproduktion von Hollywood eine steigende Anzahl von Kinos und Kinobesuchen in den USA gegenüberstand. Die Qualität der Hollywood-Filme war sehr hoch, da stets mit modernster Technik und höchster Professionalität gearbeitet wurde, und die Filme waren stets auf den Geschmack eines breiten Publikums abgestimmt. Dies war die Grundlage für den Erfolg Hollywoods.
Um nun auch den europäischen Markt, den zweitgrößten Kinomarkt nach den USA, zu „übernehmen“, was noch mehr Gewinne versprach, wählten die amerikanischen Filmproduzenten und -verleiher die Strategie, ihre Filme in Europa billiger anzubieten als in den USA. Hintergrund für diese Geschäftstaktik war, dass die Hollywood-Filme ihre Kosten bereits in den amerikanischen Kinos hereinspielten und daher in Europa keine Kostendeckungsbeiträge mehr erwirtschaften mussten. Man bot daher die Filme den europäischen Kinobesitzern billiger an, als jeder europäische Film – der seine Produktionskosten ja erst noch erwirtschaften musste – es sein konnte, um auf diese Weise größere Marktanteile zu gewinnen. Denn der Kinobesitzer fand in den Hollywood-Produktionen nicht nur die billigeren Filme, sondern häufig auch jene Filme, die mehr Erfolg beim Publikum versprachen, da sie mit Regie- und Schauspielstars aufwarten konnten, die auch in Europa höchste Anerkennung genossen. Die professionelle Inszenierung und die Massengeschmackstauglichkeit der Hollywood-Filme war natürlich auch in Europa kein Nachteil. Dass künstlerische Ansprüche, wie sie europäische Filmproduzenten oft hegten, dabei auf der Strecke blieben, spielte auf dem Streben nach höheren Gewinnen keine Rolle.
So stieg nach dem Ersten Weltkrieg der Filmimport aus den Vereinigten Staaten stetig an und nahm ab etwa 1923 allmählich für europäische Filmproduzenten bedrohliche Ausmaße an, da sie europäische Filmproduktionen immer mehr aus den Kinos verdrängten. Zahlreiche europäische Filmproduzenten gingen pleite. Da die Inflation in Deutschland und Österreich mit Währungsreformen ab 1922, 1923 in den Griff bekommen wurde und der Wechselkurs zugunsten der Filmimporteure drehte, traf es nun auch die stark exportorientierte Filmproduktion dieser Länder. Auch sie waren nun von der „Filmflut“ aus Hollywood bedroht. Europaweit begann nun ein Aufbegehren der Filmschaffenden und der Filmindustriellen für staatliche Schutzmaßnahmen vor der existenzbedrohenden „Filmflut“ aus den Vereinigten Staaten. Fast überall sah man die Lösung in der Einführung von an die heimische Filmproduktion gekoppelten Importquoten und der damit verbundenen Kontingentierung amerikanischer Filme.

## Kontingentierung
Von Importkontingenten betroffen waren häufig nicht nur amerikanische Filme, sondern ausländische Filme generell. Es wurden Quoten festgelegt, die bestimmten, wie viele ausländische Filme pro inländischem Film importiert werden dürfen. Eine Importquote von 1:10 sah also vor, dass für einen inländischen Film zehn ausländische Filme importiert werden dürfen. Die Quoten wurden von den europäischen Regierungen mit Vertretern der amerikanischen Filmindustrie beschlossen und orientierten sich an der Größe des jeweiligen Landes und seiner Filmindustrie. So konnte für Deutschland eine Quote von 1:1 durchgesetzt werden, während in Frankreich, dessen Filmwirtschaft nach dem Krieg stark schwächelte, nach Vorschlag einer Quote von 1:4 nur eine Quote von 1:7 vereinbart werden konnte. Bemerkenswert ist auch, dass Großbritannien 1927 nur eine Quote von 1:20 durchsetzen konnte – dieselbe Quote, die auch Österreich zugestanden wurde. Das zeigt, wie stark die britische Filmindustrie nach dem Ersten Weltkrieg geschwächt war. Wie bei Frankreich war auch hier das fehlende Kapital das Problem.
Druckmittel der amerikanischen Verleiher waren unter anderem die Androhung, bei zu ungünstigen Quoten, gar keine Filme im jeweiligen Land zu zeigen. Dieses Druckmittel konnte etwa bei Ungarn erfolgreich angewandt werden, weshalb Ungarn schließlich gar keine Quoten beschloss.
Importquoten nach Ländern, Jahr der Einführung, Verhältnis von nationalen zu ausländischen Filmen:
- Deutschland: 1:1 (ab ca. 1921)[2]
- Österreich: 1:20 (19. Mai 1926)[3], später zwischen 1:10 und 1:18[4]
- Großbritannien: 1:20 (ab Sommer 1927), Steigerung auf 1:4 bis 1940[5]
- Frankreich: 1:7 (1928)[6]
- Italien: 1:10[7]